# ケイシー・ケリー
ケイシー・パトリック・ケリー（Casey Patrick Kelly , 1989年10月4日 - ）は、アメリカ合衆国フロリダ州サラソタ郡サラソタ出身のプロ野球選手（投手）。MLBのアリゾナ・ダイヤモンドバックス傘下所属。右投右打。
父親も元メジャーリーガーで、トロント・ブルージェイズの捕手だったパット・ケリー。

## 経歴

### プロ入りとレッドソックス傘下時代
高校卒業後はアメリカンフットボールのクォーターバックとしてテネシー大学へ進学する予定だったが、2008年のMLBドラフト1巡目（全体30位）でボストン・レッドソックスから指名され、プロ入り。契約金は全指名選手中5番目に多い300万ドルだった。
プロ入り後も本人の希望によって投手と遊撃手の二刀流を続けていたが、2009年12月に投手への専念を発表した。

### パドレス時代
2010年12月6日にエイドリアン・ゴンザレスとの1対4のトレードが成立し、アンソニー・リゾら3選手と共にサンディエゴ・パドレスへ移籍した。
2012年8月27日のアトランタ・ブレーブス戦でメジャーデビューを果たし、6回無失点で初登板初勝利を挙げた。また、この試合でケリーは年間チーム15人目の先発投手起用となった。これはパドレスの球団最多タイ記録である。
2013年3月22日、尺側側副靱帯にわずかな損傷があることが分かった。4月2日にトミー・ジョン手術を受けたため、シーズンは全休となった。
2014年3月3日にパドレスと1年契約に合意した。

### ブレーブス時代
2015年12月10日にクリスチャン・ベタンコートとの1対2のトレードで、リカルド・ロドリゲスと共にブレーブスへ移籍した。
2016年はメジャーで自己最多の10試合（先発1試合）に登板したが、0勝3敗・防御率5.82・7奪三振と振るわなかった。オフの11月2日に40人枠を外れる形でAAA級グウィネットへ配属された後、7日にFAとなった。

### カブス傘下時代
2017年1月27日にシカゴ・カブスとマイナー契約を結び、スプリングトレーニングに招待選手として参加することになった。シーズン開幕から傘下のAAA級アイオワ・カブスでプレーしていたが、7月20日に自由契約となった。

### ジャイアンツ時代
2017年7月29日にサンフランシスコ・ジャイアンツとマイナー契約を結び、傘下のAAA級サクラメント・リバーキャッツへ配属された。オフの11月6日にFAとなったが、2018年2月25日にジャイアンツとマイナー契約を結んで再契約した。
2018年は開幕からAAA級サクラメントでプレーし、8月10日にメジャー契約を結んでアクティブ・ロースター入りした。

### LGツインズ時代
2018年11月21日に韓国のLGツインズと契約した。登録名は켈리（ケルリ）。
LGでは2019年に14勝、2020年にチーム最多となる15勝を記録。
2021年もチーム最多の13勝を記録。また3年間で通算42勝を挙げ、ヘンリー・ソーサの40勝を超えて、LGにおける歴代最多勝外国人投手となった。
2022年は16勝で自身初のKBOリーグ最多勝投手となった。2023年は10勝を記録。
2024年は不振に陥り、7月20日にチームがエリエセル・エルナンデスと契約したこともあり、退団が決定。同日の試合後に退団のセレモニーが開催され、7月21日、ウェーバー公示が要請され、7月28日、自由契約選手となった。

### レッズ時代
2024年8月7日にシンシナティ・レッズとマイナー契約を結び、父のパット・ケリーが監督となっているAAA級ルイビル・バッツへ配属された。8月24日に2018年のサンフランシスコ・ジャイアンツ時代以来となるメジャー昇格を果たした。同日のピッツバーグ・パイレーツ戦(PNCパーク)では8点差と大量リードの7回から登板。この日の最後の打者となったロウディ・テレスを右飛に抑えて3回を無失点の内容でメジャー初セーブを記録した。しかし、次の登板機会となった交流戦のオークランド・アスレチックス戦(グレート・アメリカン・ボール・パーク)ではブレント・ルッカーに本塁打を浴びるなど2回1/3を3失点という内容だった。翌29日にデビッド・ブキャナンを昇格させることに伴ってエバン・クラベッツと共にDFAとなり、2日後にAAA級ルイビルに降格した。レギュラーシーズン終了後の10月1日にFAとなった。

### ダイヤモンドバックス時代
2025年2月25日にアリゾナ・ダイヤモンドバックスとマイナー契約を結び、同日中にAAA級リノ・エーシズに配属された。8月6日にケビン・ジンケルの60日間の故障者リスト入りに伴い、メジャー契約を結びアクティブロースター入りし、同日のサンディエゴ・パドレス戦に9回途中から6番手で登板した。

## 詳細情報

### 年度別投手成績
| 年 度    | 球 団    | 登 板 | 先 発 | 完 投 | 完 封 | 無 四 球 | 勝 利 | 敗 戦 | セ 丨 ブ | ホ 丨 ル ド | 勝 率 | 打 者 | 投 球 回 | 被 安 打 | 被 本 塁 打 | 与 四 球 | 敬 遠 | 与 死 球 | 奪 三 振 | 暴 投 | ボ 丨 ク | 失 点 | 自 責 点 | 防 御 率 | W H I P |
| -------- | -------- | ----- | ----- | ----- | ----- | -------- | ----- | ----- | -------- | ----------- | ----- | ----- | -------- | -------- | ----------- | -------- | ----- | -------- | -------- | ----- | -------- | ----- | -------- | -------- | ------- |
| 2012     | SD       | 6     | 6     | 0     | 0     | 0        | 2     | 3     | 0        | 0           | .400  | 136   | 29.0     | 39       | 5           | 10       | 1     | 2        | 26       | 0     | 0        | 23    | 20       | 6.21     | 1.69    |
| 2015     | SD       | 3     | 2     | 0     | 0     | 0        | 0     | 2     | 0        | 0           | .000  | 56    | 11.1     | 19       | 1           | 3        | 0     | 1        | 7        | 0     | 0        | 13    | 10       | 7.94     | 1.94    |
| 2016     | ATL      | 10    | 1     | 0     | 0     | 0        | 0     | 3     | 0        | 0           | .000  | 102   | 21.2     | 30       | 1           | 7        | 3     | 2        | 7        | 1     | 0        | 14    | 14       | 5.82     | 1.71    |
| 2018     | SF       | 7     | 3     | 0     | 0     | 0        | 0     | 3     | 0        | 0           | .000  | 104   | 23.2     | 28       | 3           | 5        | 1     | 1        | 16       | 0     | 1        | 10    | 8        | 3.04     | 1.39    |
| 2019     | LG       | 29    | 29    | 0     | 0     | 0        | 14    | 12    | 0        | 0           | .538  | 747   | 180.1    | 164      | 7           | 41       | 0     | 16       | 126      | 12    | 0        | 70    | 51       | 2.55     | 1.14    |
| 2020     | LG       | 28    | 28    | 1     | 1     | 0        | 15    | 7     | 0        | 0           | .682  | 705   | 173.1    | 160      | 16          | 40       | 0     | 11       | 134      | 4     | 0        | 67    | 64       | 3.32     | 1.15    |
| 2021     | LG       | 29    | 29    | 0     | 0     | 0        | 13    | 7     | 0        | 0           | .650  | 717   | 177.0    | 160      | 11          | 60       | 2     | 11       | 142      | 7     | 1        | 60    | 58       | 3.04     | 1.22    |
| 2022     | LG       | 27    | 27    | 0     | 0     | 0        | 16    | 4     | 0        | 0           | .800  | 664   | 166.1    | 144      | 10          | 35       | 0     | 2        | 153      | 3     | 0        | 50    | 47       | 2.54     | 1.08    |
| 2023     | LG       | 30    | 30    | 0     | 0     | 0        | 10    | 7     | 0        | 0           | .589  | 746   | 178.2    | 183      | 10          | 39       | 1     | 6        | 129      | 6     | 0        | 87    | 76       | 3.83     | 1.24    |
| 2024     | LG       | 19    | 19    | 2     | 1     | 0        | 5     | 8     | 0        | 0           | .385  | 495   | 113.2    | 131      | 13          | 25       | 0     | 6        | 69       | 9     | 0        | 65    | 57       | 4.51     | 1.37    |
| 2024     | CIN      | 2     | 0     | 0     | 0     | 0        | 0     | 0     | 1        | 0           | ----  | 21    | 5.1      | 5        | 1           | 1        | 0     | 0        | 4        | 0     | 0        | 3     | 3        | 5.06     | 1.13    |
| MLB：5年 | MLB：5年 | 28    | 12    | 0     | 0     | 0        | 2     | 11    | 1        | 0           | .154  | 419   | 91.0     | 121      | 11          | 26       | 5     | 6        | 60       | 1     | 1        | 63    | 55       | 5.44     | 1.62    |
| KBO：6年 | KBO：6年 | 163   | 163   | 3     | 2     | 0        | 120   | 109   | 0        | 0           | .613  | 4101  | 989.1    | 942      | 68          | 240      | 4     | 52       | 753      | 41    | 1        | 403   | 357      | 3.25     | 1.19    |

- 2024年度シーズン終了時

太字はリーグ最多

### 年度別守備成績
| 年 度 | 球 団 | 投手（P） | 投手（P） | 投手（P） | 投手（P） | 投手（P） | 投手（P） |
| 年 度 | 球 団 | 試 合     | 刺 殺     | 補 殺     | 失 策     | 併 殺     | 守 備 率  |
| ----- | ----- | --------- | --------- | --------- | --------- | --------- | --------- |
| 2012  | SD    | 6         | 2         | 6         | 0         | 1         | 1.000     |
| 2015  | SD    | 3         | 0         | 2         | 0         | 0         | 1.000     |
| 2016  | ATL   | 10        | 4         | 4         | 0         | 1         | 1.000     |
| 2018  | SF    | 7         | 1         | 2         | 1         | 0         | .750      |
| 通算  | 通算  | 26        | 7         | 14        | 1         | 2         | .955      |

- 2018年度シーズン終了時

### 背番号
- 49（2012年、2015年）
- 55（2016年）
- 68（2018年）
- 3（2019年 - 2024年7月）
- 84（2024年8月24日 - 同月28日）
- 60（2025年8月6日 - ）